# Distaplia violetta
Distaplia violetta är en sjöpungsart som beskrevs av Kott 1990. Distaplia violetta ingår i släktet Distaplia och familjen Holozoidae. Inga underarter finns listade i Catalogue of Life.